# Rouslan Iskhakov
Rouslan Nikolaïevitch Iskhakov - en russe : Руслан Николаевич Исхаков et en anglais : Ruslan Iskhakov - (né le 22 juillet 2000 à Moscou en Russie) est un joueur professionnel russe de hockey sur glace. Il évolue au poste d'attaquant.

## Biographie

### Carrière en club
Formé au HK Dinamo Moscou, il débute en junior avec la Krasnaïa Armia, club école du HK CSKA Moscou dans la MHL en 2017. Il est choisi au deuxième tour, en quarante-troisième position par les Islanders de New York lors du repêchage d'entrée dans la LNH 2018. De 2018 à 2020, il part en Amérique du Nord et poursuit un cursus universitaire à l'Université du Connecticut. Il s'aligne alors avec les Huskies dans le championnat NCAA. Il passe professionnel en 2020 avec le TPS dans la Liiga. En 2022, il revient en Amérique du Nord et est assigné aux Islanders de Bridgeport, club-école des Islanders dans la Ligue américaine de hockey. Le 17 avril 2024, il joue son premier match dans la Ligue nationale de hockey lors du dernier match de la saison régulière des Islanders de New York et enregistre sa première assistance face aux Penguins de Pittsburgh.

### Carrière internationale
Il représente la Russie en sélections jeunes.

## Trophées et honneurs personnels
- LAH
  - 2023 : participe au match des étoiles.
  - 2024 : participe au match des étoiles.

## Statistiques

### En club
| Saison    | Équipe                  | Ligue       |    | Saison régulière | Saison régulière | Saison régulière | Saison régulière | Saison régulière |   | Séries éliminatoires | Séries éliminatoires | Séries éliminatoires | Séries éliminatoires | Séries éliminatoires |
| Saison    | Équipe                  | Ligue       | PJ | B                | A                | Pts              | Pun              | PJ               | B | A                    | Pts                  | Pun                  |                      |                      |
| 2017-2018 | Krasnaïa Armia          | MHL         | 33 | 6                | 24               | 30               | 2                | 4                | 1 | 0                    | 1                    | 4                    |                      |                      |
| 2018-2019 | Huskies du Connecticut  | Hockey East | 32 | 6                | 15               | 21               | 20               | -                | - | -                    | -                    | -                    |                      |                      |
| 2019-2020 | Huskies du Connecticut  | Hockey East | 32 | 9                | 12               | 21               | 26               | -                | - | -                    | -                    | -                    |                      |                      |
| 2020-2021 | TPS                     | Liiga       | 54 | 10               | 28               | 38               | 24               | 13               | 2 | 5                    | 7                    | 8                    |                      |                      |
| 2021-2022 | Adler Mannheim          | DEL         | 25 | 7                | 15               | 22               | 10               | 4                | 0 | 1                    | 1                    | 0                    |                      |                      |
| 2022-2023 | Islanders de Bridgeport | LAH         | 69 | 17               | 34               | 51               | 50               | -                | - | -                    | -                    | -                    |                      |                      |
| 2023-2024 | Islanders de Bridgeport | LAH         | 69 | 18               | 32               | 50               | 30               | -                | - | -                    | -                    | -                    |                      |                      |
| 2023-2024 | Islanders de New York   | LNH         | 1  | 0                | 1                | 1                | 0                | 1                | 0 | 0                    | 0                    | 0                    |                      |                      |
| 2024-2025 | HK CSKA Moscou          | KHL         | 60 | 12               | 17               | 29               | 30               | 5                | 1 | 1                    | 2                    | 0                    |                      |                      |

### En équipe nationale
| Année | Compétition                          |   | PJ | B | A | Pts | Pun | +/-           |  | Résultat |
| 2018  | Championnat du monde moins de 18 ans | 5 | 3  | 0 | 3 | 2   | +3  | Sixième place |  |          |